# 조윤경 (방송인)
조윤경(1985년 7월 31일 ~ )은 대한민국의 방송인이다.

## 학력
- 성신여자대학교 성악과
- 대전예술고등학교 음악과 성악전공

## 경력
- TJB 대전방송 아나운서
- 한국경제TV 아나운서
- 2013년 ~ 2014년 SBS 스포츠 아나운서

## 방송
- 《트라이아웃, 나는 투수다!》 (SBS ESPN, 2013년)
- 《분데스리가 쇼》 (스카이 스포츠, 2014년 ~ 현재)[1]
- 《캠퍼스24》 (YTN, 2016년 ~ 현재)
- 《스포츠24》 (YTN, 2016년 ~ 현재)
- 《재미있는 낱말풀이》 (YTN, 2016년 ~ 현재)

## 참조
1. ↑  '스포츠여신' 조윤경, '분데스리가쇼' MC 발탁 "발로 뛰겠다" 보관됨 2015-04-13 - 웨이백 머신 엑스포츠뉴스, 2014년 8월 26일